# 黄东兵
黄东兵（1962年6月—），江西横峰人，汉族，中国国民党革命委员会党员。中华人民共和国政治人物、第十三届全国人民代表大会贵州省代表。

## 生平
2018年，黄东兵被选为贵州省出席第十三届全国人民代表大会代表。